# Fernmeldeturm Kahlheid

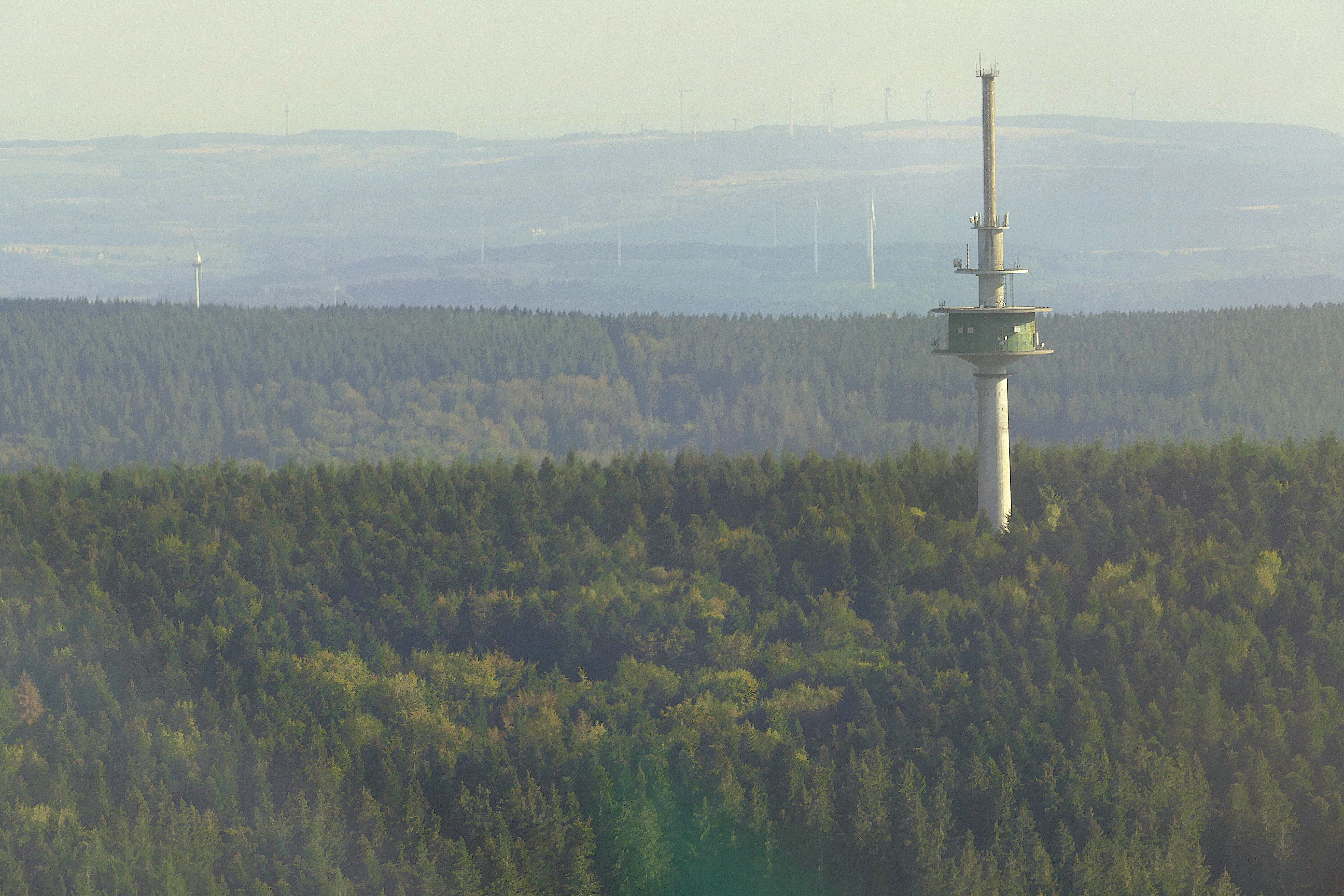
Fernmeldeturm Kahlheid

Der Fernmeldeturm Kahlheid ist ein 107 m hoher Fernmeldeturm der Deutschen Funkturm GmbH auf dem Berg Kahlheid (766 m ü. NN) im Idarwald (Hunsrück), auf der Grenze der Landkreise Bernkastel-Wittlich und Birkenfeld in Rheinland-Pfalz.
Der Turm steht wenige Meter nordwestlich der Grenze von Morbach zu Allenbach, etwa 390 m nordöstlich vom Kahlheidgipfel, auf 767 m Höhe; seine Spitze liegt somit auf 874 m ü. NN. Er wurde als Typenturm FMT1 für die Deutsche Bundespost erbaut und wird unter anderem als Amateurfunk-Relaisstandort und Richtfunk sowie Basisstation für das Mobilfunknetz genutzt.

## Analoges Fernsehen
Vor der Umstellung auf DVB-T diente der Sendestandort weiterhin für analoges Fernsehen.
| Kanal | Frequenz (MHz) | Programm                      | ERP(kW) | Sendediagrammrund (ND)/gerichtet (D) | Polarisationhorizontal (H)/vertikal (V) |
| ----- | -------------- | ----------------------------- | ------- | ------------------------------------ | --------------------------------------- |
| 22    | 479,25         | ZDF                           | 0,03    | D (81°)                              | V                                       |
| 30    | 543,25         | Das Erste (SWR)               | 0,03    | D (80°)                              | V                                       |
| 50    | 703,25         | SWR Fernsehen Rheinland-Pfalz | 0,03    | D (81°)                              | V                                       |